# 近藤光
近藤光（日语：／ Kondō Hikaru，1969年12月2日—），日本男性動畫製作人、動畫演出家、動畫導演、編劇、音響監督。ufotable有限公司代表董事社長及韓國法人會長。出身於德島縣。

## 來歷
近藤光在20出頭時，曾撰寫過遊戲及其他主題的書籍。之後，他擔任東京電影新社（現TMS Entertainment）及其子公司Telecom Animation Film（以下簡稱Telecom）以製作進行，參與製作了《蜘蛛人》和《魯邦三世：去死吧！諾斯特拉達穆斯》。離開Telecom後，他擔任影片內容公司Step Eizo的製作人，並於1999年獨立。
近藤說「我想創建一家如果我25歲就想去的公司」並召集了員工。他在朋友住的北池袋老公寓裡，搬了兩張辦公桌，在一間四疊半的房間裡創辦了ufotable。公司於2000年10月註冊成立，近藤擔任社長兼代表董事。
2006年，近藤開設了ufotable咖啡館。他表示，最初創辦ufotable時，他想經營一家畫廊咖啡館，作為創作者和粉絲互動的場所，創辦這家咖啡館也是為了提升員工士氣，改善員工的飲食。之後，他們在新宿區、德島市、名古屋市、北九州市等地開設了咖啡館和餐飲店。此外，該公司還涉足動畫製作以外的商業活動，例如在德島市開設了一家名為「ufotable CINEMA」的電影院。
自2009年以來，他積極參與支持其出生地德島縣的當地社區，並在德島市開設了工作室。他與縣政府和市公所合作進行了許多項目。他還在德島市舉辦了匯集動畫、遊戲和其他娛樂活動的娛樂活動「Machi★Asobi」。作為總製作人，他負責活動的整體策劃和製作。「Machi」是德島縣當地人用來指稱德島站週邊地區的一個詞。儘管停車位和現場音樂表演場地都比較有限，但場地還是特意設在了眉山山頂和新町川附近。這反映了近藤「希望小鎮能恢復昔日熙熙攘攘、人潮洶湧的景象」的願望。
2014年，他因在「Machi★Asobi」中的貢獻，獲得了第50屆德島新聞的特別獎，該獎項頒發給為德島做出傑出貢獻的縣內外人士。
他在德島縣觀光政策課內創立了負責「Machi★Asobi」企劃的動漫節執行委員會，並擔任了主席，但據悉他於2019年5月13日辭去了執行委員會主席的職務。據德島縣方面透露，他於4月中旬提交了辭呈。
他的官方Twitter帳號的推文於2019年3月10日停止發布。

## 製作
他擔任ufotable所有作品的製作人，並負責導演、分鏡和劇本統籌。他也參與分鏡、演出和編劇的工作，這些工作有時沒有署名，有時是以ufotable的名義進行。
他在製作作品時，注重不限於電視動畫或劇場版等形式的影像化。他反對動畫業界主流的各部門分工，認為要創作出好的作品，必須營造一個員工之間能緊密合作、日常交流、不斷提升的環境。基於這個理念，他在ufotable內部設立了影像製作所需的所有環節，致力於打造一個讓原作者、音樂家等所有部門相關人員都能輕鬆表達意見的環境，並致力於內部製作。
他往往對音效和音樂指導非常講究，並且經常負責音樂的委託和選曲作業，以及「電影配樂（Film Scoring）」，即創作與視頻相匹配的音樂。此外，當他自己擔任編劇時，他傾向於在劇本階段決定並寫下所有的音場工作，例如使用哪些插入歌曲以及何時在電影中使用它們，以及從哪裡開始顯示字幕。因此，他自2016年起擔任ufotable作品的音響監督。
早期曾以筆名參與ufotable製作的動畫的劇本、分鏡、歌詞的撰寫，並以電視動畫《雙戀 Alternative》作為導演出道。作品獨特的故事發展受到高度評價，並被文化廳舉辦的第9屆日本新媒體動漫藝術節評審委員選為推薦作品。本作也獲得了ANIPLEX的岩上敦宏、TYPE-MOON的奈須蘑菇、武內崇以及奈須的責任編輯太田克史等人的好評，從而啟動了「TYPE-MOON×ufotable Project」企劃。
他以近藤光的名義擔任了《劇場版 空之境界 終章》和遊戲《BLACK★ROCK SHOOTER THE GAME》的開頭動畫導演和分鏡，此外，他還與近藤等幾位演出家一起擔任電影《劇場版 空之境界 第七章 殺人考察（後）》的共同導演和分鏡。自2016年起，他還擔任編劇，在電視動畫《熱情傳奇 the X》中，他擔任了全26集的故事導演和編劇，並親自承擔了其他許多職位。他也為《活擊 刀劍亂舞》和《御遍路。 第2期 「歷史研究 阿波舞篇」》編寫了主要劇本。

## 作品列表

### 電視動畫、OVA、電影動畫
1993年
- 蜘蛛人（製作進行）

1995年
- 魯邦三世：去死吧！諾斯特拉達穆斯（日语：ルパン三世 くたばれ!ノストラダムス）（製作進行）

1999年
- 麻煩巧克力（日语：トラブルチョコレート）（執行製作人）

2002年
- 白色十字架 Glühen（執行製作人）

2003年
- 急救超人兵團（執行製作人）
- 大搜查線2：封鎖彩虹大橋！（日语：踊る大捜査線 THE MOVIE 2 レインボーブリッジを封鎖せよ!）（動畫製作人）

2004年
- NITABOH 仁太坊-津輕三味線始祖外聞（日语：NITABOH 仁太坊-津軽三味線始祖外聞）（協力製作人）
- 發明工坊（執行製作人）
- 2×2忍傳（日语：ニニンがシノブ伝）（執行製作人）

2005年
- 雙戀 Alternative（執行製作人、（逢瀨祭名義）總導演、編劇、分鏡、ED作詞）

2006年
- 星際海盜（企劃、執行製作人、（逢瀨祭名義）故事導演、編劇、OP&ED作詞）

2007年
- 校園烏托邦 學美向前衝！（執行製作人、（逢瀨祭名義）校歌作詞）
- 交響曲傳奇 THE ANIMATION（—2012年，執行製作人）

2009年
- 劇場版 空之境界Remix -Gate of seventh heaven-（製作人、執行製作人、導演）
- 劇場版 空之境界 第七章 殺人考察（後）（製作人、執行製作人、導演（瀧澤進介[a]名義）、分鏡）

2010年
- 劇場版 空之境界 終章（製作人、執行製作人、導演、分鏡）
- 美食獵人TORIKO（執行製作人）
- 『動畫店長（日语：アニメ店長）10週年計畫』 計畫1 動畫店長新廣告影片「Anime店長激情版」（執行製作人）
- 『動畫店長10週年計畫』 計畫3 動畫店長合作10場勝負ROUND 1 「動畫店長×東方Project（日语：アニメ店長#東方Project）」（執行製作人）

2011年
- 百合星人奈緒子美眉（製作人、執行製作人）
- 魚（製作人、執行製作人）
- 實乃里Scramble！（製作人、執行製作人、（逢瀨祭名義）OP&ED作詞）
- Fate/Zero（—2012年，製作人、執行製作人、OP分鏡）
- 櫻花的溫度（日语：桜の温度）（執行製作人）

2013年
- 劇場版 空之境界 俯瞰風景3D（3D計畫導演）
- Fate/零話咖啡廳（與《劇場版 空之境界 俯瞰風景3D》同時上映）（總導演、執行製作人、共同編劇）
- 劇場版 空之境界 未來福音（製作人、執行製作人）
- 劇場版 空之境界 未來福音 extra chorus（與《劇場版 空之境界 未來福音》同時上映）（製作人、執行製作人）
- 魔法少女姐妹悠悠和寧寧（製作、製作人、執行製作人）

2014年
- Fate/stay night [Unlimited Blade Works]（—2015年，製作人、執行製作人）
- 熱情傳奇 ～導師的黎明～（執行製作人、編劇（ufotable名義）[8]

2015年
- 噬神者（—2016年，企劃、製作人、執行製作人）

2016年
- 熱情傳奇 the X（—2017年，企劃、製作人、執行製作人、音響監督、音樂演出、主題歌監修、故事導演、編劇、分鏡、分鏡協力）
- Fate/零話咖啡廳 第2彈（總導演、執行製作人）

2017年
- 活擊 刀劍亂舞（企劃、製作人、執行製作人、音響監督、編劇、共同編劇）
- 劇場版 Fate/stay night ［Heaven's Feel］ 全三章（—2020年，製作人、執行製作人、音響監督）
- Fate/Grand Order × 冰室的天地 ～7位最強偉人篇～（執行製作人、音響監督）
- 衛宮家今天的餐桌風景（—2018年，企劃、製作人、執行製作人、音響監督、全話共同編劇）

2019年
- 鬼滅之刃 竈門炭治郎 立志篇（企劃、製作人、執行製作人）

2020年
- 劇場版 鬼滅之刃 無限列車篇（執行製作人）

2021年
- 鬼滅之刃 無限列車篇（執行製作人）
- 鬼滅之刃 遊郭篇（執行製作人）

2023年
- 鬼滅之刃 刀匠村篇（執行製作人）

2024年
- 鬼滅之刃 柱訓練篇（執行製作人、音樂演出）

2025年
- 動畫「鬼滅之刃」×「MLB Tokyo Series presented by Guggenheim」合作影片（總導演、內容計劃、編劇、音響監督、執行製作人）
- 劇場版 鬼滅之刃 無限城篇 第一章（總導演[18]）

### 遊戲動畫
2004年
- 交響樂之雨（執行製作人）
- 召喚夜響曲 鑄劍物語2（執行製作人）

2005年
- 召喚夜響曲外傳 破曉之翼（執行製作人）

2006年
- 龍影咒（執行製作人）
- 魔界戰記迪斯凱亞2（執行製作人）

2008年
- 魔界戰記迪斯凱亞3（日语：魔界戦記ディスガイア3）（執行製作人）
- 任天堂明星大亂鬥X（影片部分分鏡）
- 望鄉之風（日语：ノスタルジオの風）（執行製作人）

2009年
- 魔導戰記（執行製作人）

2010年
- 召喚夜想曲新傳 毀滅之劍與應許騎士（日语：サモンナイトグランテーゼ 滅びの剣と約束の騎士）（執行製作人）
- 噬神者（執行製作人）
- 噬神者 BURST（執行製作人）

2011年
- BLACK★ROCK SHOOTER THE GAME（導演、執行製作人、分鏡）
- 無盡傳奇（動畫製作人）

2012年
- 無盡傳奇2（動畫製作人）
- Fate/stay night [Réalta Nua]（執行製作人）

2013年
- 召喚夜響曲5（日语：サモンナイト5）（執行製作人）
- 噬神者2（執行製作人）

2014年
- Fate/hollow ataraxia（執行製作人）

2015年
- 熱情傳奇（動畫製作人）

2016年
- 緋夜傳奇（動畫製作人）

2019年
- 噬血代碼（執行製作人）

### 電視、真人電影
- 大搜查線2：封鎖彩虹大橋！（日语：踊る大捜査線 THE MOVIE 2 レインボーブリッジを封鎖せよ!）（2003年，動畫執行製作人）
- 御遍路。～八十八步記～（日语：おへんろ。）（2014年，動畫製作人）
- ANIME GUILD（日语：アニメギルド） 片頭動畫（2017年，製作人）

## 動畫以外活動

### 小說
- （作：近藤光，插圖：瀧口禎一（日语：滝口禎一），彩色：海老澤一男，講談社BOX官網不定期連載中）
  - 第1話
  - 第2話（2009年6月5日發表）
  - 第3話（2010年7月13日發表）

### 專欄
- 御遍路。（日语：おへんろ。）第2期 『歷史研究 阿波舞篇』（原作：ufotable，插圖：永森雅人，於《德島新聞（日语：徳島新聞）》早報自2017年5月23日起每週二連載）—教材
- 御遍路。第3期『歷史研究 騎行篇』（原作：ufotable，插圖：永森雅人，於《德島新聞》早報2018年10月30日起每週二連載）—第73話教材（2020年4月14日發表）

### 作詞
- Aimer（2025年7月23日發行）※劇場版《劇場版 鬼滅之刃 無限城篇 第一章》主題歌[19]

## 腳註

## 相關項目
- 日本動畫師列表（日语：アニメ関係者一覧）

## 外部連結
- 近藤光的X（前Twitter） （日語）
- ufotable STUDIO DIARIES （日語）（關於近藤光工作室活動的部落格）
- WEB Anime Style （日語）（WEB Anime Style的工作室訪問報告）